# Malta Scirocco
Malta Scirocco (in maltese: Malta Xlokk) era una delle tre regioni di Malta previste dal Local council Act del 30 giugno 1993. Era anche chiamata Regione Sudorientale (in inglese South Eastern Region). È stata abolita a seguito del Act No. XVI del 2009, che ha portato a una nuova suddivisione regionale.
Raccoglieva 25 consigli locali della parte meridionale dell'isola di Malta, compresa la capitale di stato La Valletta, divisi in due distretti, il Distretto Sudorientale e il Distretto del Porto meridionale, aventi solo fini statistici.
Il nome della regione faceva riferimento alla posizione sudorientale del territorio nell'isola: Xlokk infatti in maltese significa scirocco.

## Consigli locali
- Birzebbugia
- Calcara
- Kirkop
- Cospicua
- Fgura
- Floriana
- Għaxaq
- Gudia
- La Valletta
- Luqa
- Marsa
- Marsascala
- Marsa Scirocco
- Mqabba
- Paola
- Qrendi
- Safi
- Santa Lucia
- Senglea
- Tarxien
- Vittoriosa
- Xgħajra
- Zabbar
- Żejtun
- Zurrico